# Curcy-sur-Orne

Curcy-sur-Orne este o comună în departamentul Calvados, Franța. În 1 ianuarie 2018 avea o populație de 472 de locuitori.